# Vuurvast materiaal
Vuurvast materialen zijn alle materialen en producten - met uitzondering van metalen en legeringen - waarvan het kegelvalpunt (temperatuur waarbij wat verweking optreedt) ten minste gelijk is aan 1500°C.

## Types

### Vuurvast beton
Beton met portlandcement kan hiervoor niet gebruikt worden, het cement dehydrateert namelijk. Na afkoelen neemt het gedehydrateerde cement opnieuw water op, waardoor het uitzet. De overvloedig in het zand en granulaten aanwezige silicaten zullen bij een hoge temperatuur van structuur veranderen (in volume vergroten). Beide zullen voor scheuren en breuken in het beton zorgen.
Vuurvast beton bevat aluminiumcement in plaats van Portlandcement en chamotte, korund, bauxiet in plaats van zand en grind.

### Vuurvast gesteente
| oxide | smeltpunt (°C) |
| ----- | -------------- |
| SiO2  | 1710           |
| Al2O3 | 2050           |
| MgO   | 2810           |
| CaO   | 2570           |
| Cr2O3 | 2275           |

Natuursteen dat vuurvast is wordt voor vergelijkbare doeleinden gebruikt. Zulk gesteente bevat meestal oxiden van refractaire elementen zoals aluminium of calcium. Deze hebben relatief zeer hoge smeltpunten. In felsisch ("zuur") tot intermediair ("neutraal") gesteente zijn dit voornamelijk SiO2 en/of Al2O3. Voorbeelden van natuursteen met die oxiden als hoofdbestanddeel zijn vuurvaste klei en mulliet. Basisch gesteente bevat vaak de vuurvaste oxiden MgO, CaO en/of Cr2O3.

## Gebruik
Als ovenbekleding in
- hoogovens;
- de aluminiumindustrie ;
- verbrandingsinstallaties;
- de cementindustrie;
- de aardolie-en chemische industrie;
- de glasindustrie;